# Branle

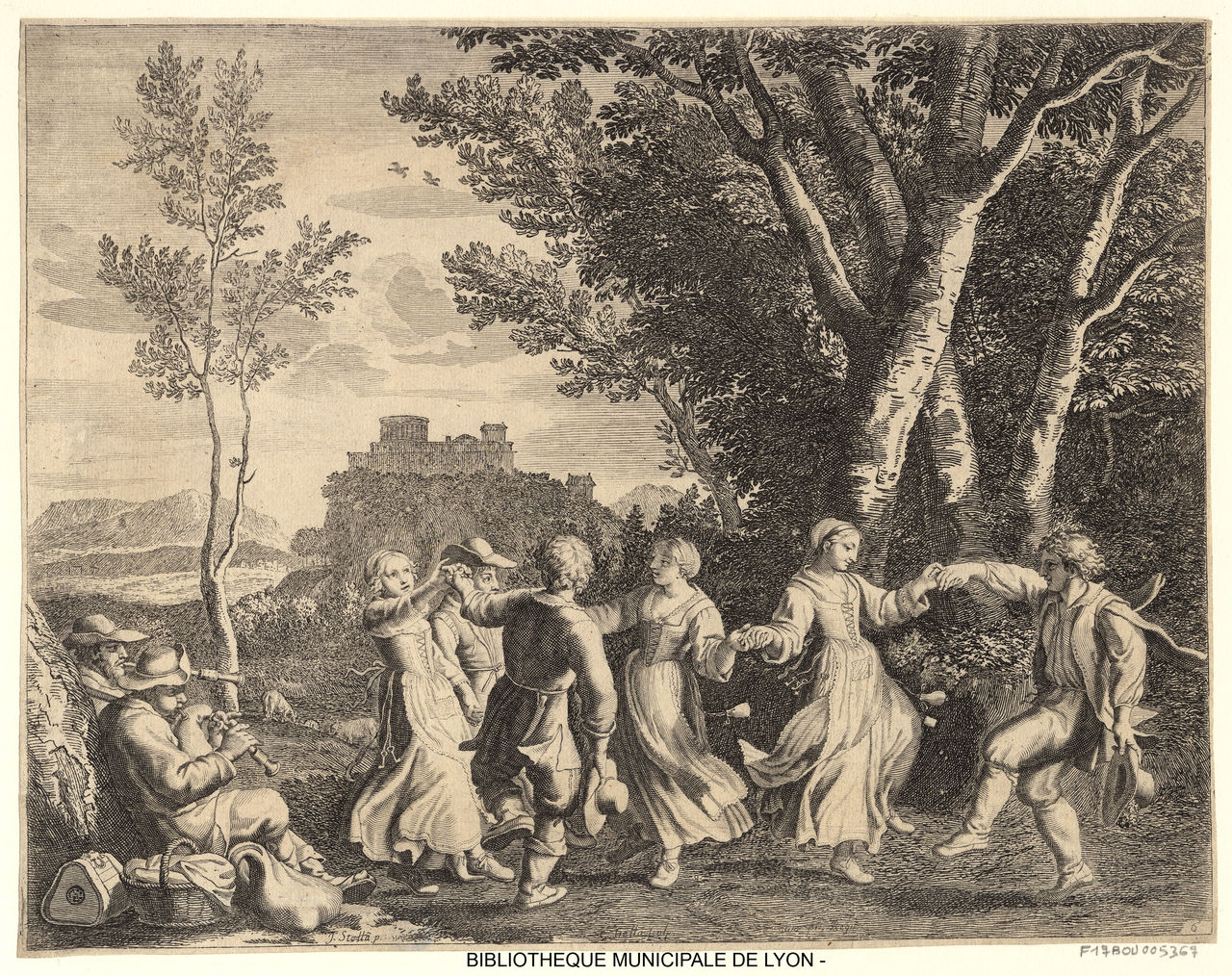
Branle (XVII)

Branle [brãːl] (från franskan: vacklande, svängning) var en på 1500- och 1600-talen bruklig sångdans.
Branle är en ringdans som börjar med mycket enkla figurer där alla, gammal som ung, kan delta, fortsätter i varianter som mimar yrkesgrupper (jfr Räven raskar) och går över i virtuosare parversioner. 